# Grace Coolidge
Grace Anna Goodhue Coolidge (ur. 3 stycznia 1879 w Burlington, zm. 8 lipca 1957 w Northampton) – żona prezydenta Stanów Zjednoczonych Calvina Coolidge’a i druga, a następnie pierwsza dama USA w latach 1923–1929.

## Życiorys
Grace Anna Goodhue urodziła się 3 stycznia 1879 roku w Burlington, jako córka inspektora okrętowego Andrew Issacher Goodhue i jego żony Lemiry. Szkołę podstawową i średnią ukończyła w rodzinnym mieście. Gdy w 1902 roku skończyła studia, zaczęła pracować jako nauczycielka w szkole dla dzieci głuchoniemych w Northampton. Właśnie tam poznała swojego przyszłego męża, Calvina Coolidge’a. Po dwóch latach związku, Coolidge oświadczył się jej i został przyjęty. Ich ślub odbył się w 1905 roku w Burlington.
Po podróży poślubnej do Montrealu, zamieszkali w Northampton. Grace nie interesowała się wówczas polityką, ale zachęcała męża do startu w różnych wyborach. Pozyskiwała także zwolenników dla męża. Pomimo sympatii względem Partii Demokratycznej, zmieniła poglądy i zaczęła wspierać Partię Republikańską, ze względu na Calvina. Gdy w 1921 roku został on wiceprezydentem Stanów Zjednoczonych, Grace musiała dostosować swój styl życia do obowiązków drugiej damy. Zaczęła wówczas częściej bywać na przyjęciach i podejmować dyplomatów. Jej sposób bycia był bardzo pozytywnie odbierany przez waszyngtońską elitę i przysparzał popularności jej mężowi.
Gdy w 1923 roku zmarł prezydent Warren Harding, Coolidge został nowym prezydentem USA, a jego żona przejęła obowiązki pierwszej damy. Początkowo wyrażała obawy, czy podoła nowym obowiązkom, ale została ciepło przyjęta przez mieszkańców stolicy. Ponadto miała dobrą prasę, przez co była porównywana z Dolley Madison. W Białym Domu organizowała koncerty i podejmowała gości m.in. dyplomatów, wojskowych, a nawet głowy państw. Pomimo że była przeciwniczką prohibicji, z uwagi na purytańskie wychowanie, postanowiła nie serwować alkoholu na oficjalnych przyjęciach. Zajmowała się także działalnością charytatywną, jak choćby zbiórki pieniędzy na rzecz dzieci głuchoniemych. W siedzibie prezydenckiej pracowała przy biurku, zajmując się segregacją poczty i pisaniem dużej ilości listów. Dodatkowo w każdą ostatnią środę miesiąca spotykała się z żonami członków gabinetu.
Pomimo swojej działalności, pierwsza dama nigdy nie ingerowała w sprawy polityczne. Była jednak zwolenniczką praw wyborczych kobiet. Prezydent wydawał swojej żonie liczne zakazy i nakazy m.in.: dotyczące ubioru, prowadzenia samochodu, latania samolotem czy kontroli wydatków.
Po opuszczeniu Białego Domu w 1929 roku Coolidge’owie powrócili do Northampton. Grace nadal zajmowała się działalnością dobroczynną na rzecz Czerwonego Krzyża czy też szkół dla dzieci głuchoniemych. Po śmierci męża w 1933 roku popadła w depresję. Mimo to kontynuowała swoją działalność. Była zwolenniczką udziału Stanów Zjednoczonych w II wojnie światowej. Zmarła 8 lipca 1957 roku.

## Życie prywatne
Grace Goodhue wyszła za mąż za Calvina Coolidge’a 4 października 1905 roku. Para miała dwóch synów: Johna (1906–2000) i Calvina (1908–1924). Wychowała się w rodzinie metodystów, jednak potem dołączyła do Kościoła kongregacjonalnego.